# Pityeja magnifica
Pityeja magnifica är en fjärilsart som beskrevs av Max Joseph Bastelberger 1909. Pityeja magnifica ingår i släktet Pityeja och familjen mätare. Inga underarter finns listade i Catalogue of Life.